# 1950 en sport
Cet article présente les faits marquants de l'année 1950 en sport.

## Alpinisme
- 3 juin : Première ascension d'un « 8000 » (l'Annapurna) par Maurice Herzog et Louis Lachenal.

## Automobile
- Le Français Marcel Becquart remporte le Rallye automobile Monte-Carlo sur une Hotchkiss.
- 24 Heures du Mans : Talbot gagne les 24H avec les pilotes Louis Rosier et Jean-Louis Rosier.
- 3 septembre : après sa victoire lors du GP d'Italie, sur le circuit de Monza, l'Italien Giuseppe Farina remporte le premier Championnat du monde de Formule 1 au volant d'une Alfa Romeo.
- Bill Rexford remporte le championnat de la série NASCAR avec un montant total de 6,175 $ (USD).

## Baseball
- Les New York Yankees remportent les World Series face aux Philadelphia Phillies.

## Basket-ball
- Les Minneapolis Lakers sont champion NBA en battant en finales les Syracuse Nationals 4 manches à 2.
- L'AS Villeurbanne est champion de France chez les hommes, c'est le CS Château-Thierry qui l'emporte chez les féminines.
- Earl Lloyd est le premier Noir à disputer, le 31 octobre, une rencontre NBA

## Cyclisme
- L'Italien Fausto Coppi s'impose sur le Paris-Roubaix.
- 13 juillet - 7 août, Tour de France : le Suisse Ferdi Kübler s'impose devant le Belge Constant Ockers et le Français Louison Bobet.
- Le Belge Briek Schotte s'impose sur le Championnat du monde sur route de course en ligne.
- Le Suisse Ferdi Kübler remporte le classement annuel par points (Challenge Desgranges-Colombo).

## Football
- 29 avril : Arsenal FC remporte la Coupe d'Angleterre face à Liverpool FC, 2-0.
- Girondins de Bordeaux est champion de France.
- Portsmouth FC est champion d'Angleterre.
- Juventus est champion d'Italie.
- VfB Stuttgart est champion d'Allemagne.
- Atlético de Madrid est champion d'Espagne.
- Rangers champion d'Écosse.
- 14 mai : le Stade de Reims remporte la Coupe de France face au RC Paris, 2-0.
- L'Uruguay remporte la Coupe du monde de football.
  - Article de fond : Coupe du monde de football de 1950
- 24 septembre : malgré la farouche opposition des clubs hollandais vis-à-vis des retransmissions télévisées, un match du PSV Eindhoven est diffusé. Le lien entre la société Philips et le PSV explique cette première hollandaise.
  - Article détaillé : 1950 en football

## Football américain
- 24 décembre : Les Browns de Cleveland champions de la National Football League. Article détaillé : Saison NFL 1950.

## Football canadien
- Coupe Grey : Argonauts de Toronto 13, Blue Bombers de Winnipeg 0.

## Golf
- Le Sud-Africain Bobby Locke remporte le British Open de golf.
- L'Américain Ben Hogan remporte l'US Open.
- L'Américain Chandler Harper remporte le tournoi de l'USPGA.
- L'Américain Jimmy Demaret remporte le tournoi des Masters.

## Hockey sur glace
- Les Red Wings de Détroit remportent la Coupe Stanley 1950.
- Coupe Magnus : Racing Club de Paris champion de France.
- Le Canada remporte le championnat du monde.
- HC Davos champion de Suisse.

## Moto
- Vitesse (championnat du monde) :
  - 500 cm3 : l'Italien Umberto Masetti sur Gilera.
  - 350 cm3 : le Britannique Bob Foster sur Velocette.
  - 250 cm3 : l'Italien Dario Ambrosini sur Benelli.
  - 125 cm3 : l'Italien Bruno Ruffo sur Mondial.
  - side-car : le Britannique Eric Olivier sur Norton.
- Moto-cross (Moto-cross des nations) :
  - La Grande-Bretagne remporte cette épreuve par équipe.
- Endurance :
  - Bol d'or : Gustave Lefèvre gagne sur une Norton.

## Rugby à XIII
- 7 mai : à Perpignan, Carcassonne remporte le Championnat de France face à Marseille 21-7.
- 14 mai : à Carcassonne, le XIII Catalan remporte la Coupe de France face à Lyon 12-5.

## Rugby à XV
- Le Pays de Galles remporte le Tournoi en signant un Grand Chelem.
- Le Cheshire champion d'Angleterre des comtés.
- Le Transvaal champion d'Afrique du Sud des provinces (Currie Cup).
- Castres olympique est champion de France.

## Ski alpin
- Championnats du monde à Aspen (États-Unis) : l'Autriche remporte 7 médailles, dont 3 d'or.

## Tennis
- Tournoi de Roland-Garros :
  - L'Américain Budge Patty s'impose en simple hommes.
  - L'Américaine Doris Hart s'impose en simple femmes.
- Tournoi de Wimbledon :
  - L'Américain Budge Patty s'impose en simple hommes.
  - L'Américaine Louise Brough s'impose en simple femmes.
- US Open :
  - L'Américain Arthur Larsen s'impose en simple hommes.
  - L'Américaine Margaret Osborne duPont s'impose en simple femmes.
- Coupe Davis : l'équipe d'Australie bat celle des États-Unis : 4 - 1.

## Naissances
- 1er janvier : Richard Dupras, joueur professionnel québécois de hockey sur glace.
- 12 janvier : Patrice Dominguez, joueur de tennis français († 12 avril 2015).
- 18 janvier : Gilles Villeneuve, pilote automobile canadien († 8 mai 1982).
- 29 janvier : Jody Scheckter, pilote automobile sud-africain.
- 10 février : Mark Spitz, nageur américain.
- 13 février : Len Pascoe, joueur de cricket australien.
- 14 février : Phil Dent, joueur de tennis australien, vainqueur de 3 tournois en simple et 24 en double (avec John Alexander) de 1970 à 1983.
- 22 février : Julius Erving, joueur de basket-ball américain.
- 12 mai :
  - Shozo Fujii, judoka japonais.
  - Renate Stecher, athlète allemande.
- 23 mai :
  - Jacques Accambray, athlète français, spécialiste du lancer du marteau.
  - Bruce Hay, joueur écossais de rugby à XV († 1er octobre 2007).
- 29 mai : Gilles Bertrán de Balanda, cavalier français.
- 21 juin : Ron Low, joueur canadien de hockey sur glace (gardien de but).
- 9 juillet : Adriano Panatta, joueur de tennis italien.
- 5 août : Rosi Mittermaier, skieuse alpin allemande.
- 3 octobre : Andrzej Szarmach, footballeur polonais.
- 12 octobre : Knut Knudsen, coureur cycliste norvégien, champion olympique de poursuite individuelle sur 4 000 m aux Jeux de Munich en 1972.
- 6 décembre : Guy Drut, athlète français, champion olympique du 110 mètres haies aux  Jeux de Montréal en 1976.
- 25 décembre : Serge Chiesa, footballeur français.

## Principaux décès
- 16 avril : Arnaud Massy, 73 ans, joueur de golf français. (° 6 juillet 1877).
- 9 octobre : George Hainsworth, gardien de but de la Ligue nationale de hockey. (° 26 juin 1895)
- 1er novembre : Louis Magnus, 69 ans, patineur artistique puis dirigeant sportif français. (° 25 mai 1881).